# Cecè
Cecè è una commedia in un atto unico scritta da Luigi Pirandello nell'estate del 1913 quando si trovava a Girgenti per stare vicino alla moglie Antonietta.
La prima rappresentazione si ebbe il 14 dicembre del 1915 a Roma al  Teatro Orfeo, ad opera della Compagnia del "Teatro a sezioni" di Ignazio Mascalchi e Arturo Falconi.
La commedia narra, in maniera insolitamente comica per lo stile del drammaturgo, la storia di un viveur, Cecè, capace di imbrogliare la gente senza farsi alcuno scrupolo. Un umorismo quindi che si potrebbe definire cinico per il sottofondo di situazioni ambigue ed immorali da cui si sviluppa.
Fu al personaggio dell'imbroglione pirandelliano che Sergio Tofano s'ispirò per la macchietta del "bellissimo Cecè", personaggio dei fumetti nato nel 1917, come un azzimato damerino che comparve per svariati decenni nelle storie del Signor Bonaventura sulle pagine del Corriere dei Piccoli.

## Trama
È la Roma dell'Italietta, la Terza Roma, protagonista di scandali e corruzione politica, lo sfondo sociale su cui si svolge la vicenda di Cecè, tipico esemplare di quel mondo parassita di clientele politiche che ormai, per abitudine e cinismo, non era nemmeno più avvertito come immorale.
Con spudorata allegria, Cecè imbroglia sia il commendator Squatriglia, che per i suoi loschi traffici di appaltatore, è venuto a ringraziarlo per un favore ottenuto, sia Nadia, una giovane dai facili costumi venuta in possesso delle cambiali dell'imbroglione, il quale con una serie di stratagemmi riuscirà a riprendersele.

## Edizioni
- Luigi Pirandello, Maschere nude, a cura di Italo Borzi e Maria Argenziano, Newton Compton Editori, 2007

## Adattamenti televisivi
- Cecè (1978), regia di Andrea Camilleri, con Carlo Giuffré, Olga Karlatos, Franco Scandurra. (Digitalizzato in DVD nel 2008: A teatro con Pirandello. Tutti i capolavori in DVD  Vol. 19)